# Зайчук Владислав Леонідович
Владислав Леонідович Зайчук (нар. 15 листопада 1980) — український футболіст, гравець харківського клубу «Універ-Динамо».

## Життєпис
У 1997 році потрапив до макіївського «Шахтаря», який виступав у Першій лізі України. У команді дебютував 14 листопада 1997 року у домашньому матчі проти «Буковини» (1:2), Зайчук вийшов на 74-ій хвилині замість Віктора Д'яка. У 1999 році виступав за донецький «Шахтар-2», в команді провів 3 матчі.
З 1999 по 2002 рік виступав за клуб другої ліги чемпіонати України — «Машинобудівник» з Дружківки. Зайчук зіграв 51 матч і забив 4 м'ячі. Потім провів півроку в «Електроні» з Ромен.
Влітку 2003 року перейшов до харківського «Арсенала», на запрошення тренера Володимира Пархоменка. У сезоні 2003/04 років також провів 5 матчів і забив 2 м'ячі за «Геліос». За «Арсенал» зіграв 53 матчі і забив 6 м'ячів. Разом з командою вийшов до вищої ліги чемпіонату України.
Після того як «Арсенал» був перетворений в «Харків», Зайчук опинився в складі команди, де тренером став Геннадій Литовченко. У складі команди провів всього два матчі в чемпіонаті України, 23 липня 2005 року проти донецького «Шахтаря» (2:3; відіграв увесь перший тайм) та 18 вересня 2005 року проти полтавської «Ворскли» (2:0; вийшов на заміну на 90-й хвилині). У січні 2006 року він був виставлений на трансфер, а потім йому було надано статус вільного агента.
Влітку 2006 року опинився в складі клубу «Нафтовик-Укрнафта» з міста Охтирка. У сезоні 2006/07 років «Нафтовик» став переможцем Першої ліги і зміг вийти у Вищу лігу. У Вищій лізі сезону 2007/08 років Зайчук зіграв 17 матчів і забив 1 гол, «Нафтовик» за підсумками сезону посів 15-те місце, обігнавши лише «Закарпаття», й вилетів до Першої ліги.
Взимку 2009 року побував на перегляді в криворізькому «Кривбасі», але команді не підійшов.
5 лютого 2018 року підписав контракт з харківським «Геліосом».

## Досягнення
- Перша ліга чемпіонату України
  -  Чемпіон: 2006/07
  -  Срібний призер: 2004/05